# Kurowice (Łódź)
Pour les articles homonymes, voir Kurowice.
Kurowice (prononciation [kurɔˈvit͡sɛ]) est un village de la gmina de Brójce, du powiat de Łódź-est, dans la voïvodie de Łódź, situé dans le centre de la Pologne.
Il se situe à environ 6 kilomètres au nord-ouest de Brójce (siège de la gmina) et 12 kilomètres au sud-est de Łódź (siège du powiat et capitale de la voïvodie).
4 kilometres (2 mi) east of Brójce and 20 km (12 mi) south-east of the regional capital Łódź.
Sa population s'élevait à 949 habitants en 2006.

## Administration
De 1975 à 1998, le village était attaché administrativement à l'ancienne voïvodie de Łódź.

Depuis 1999, il fait partie de la nouvelle voïvodie de Łódź.

## Galerie
Quelques vues du village

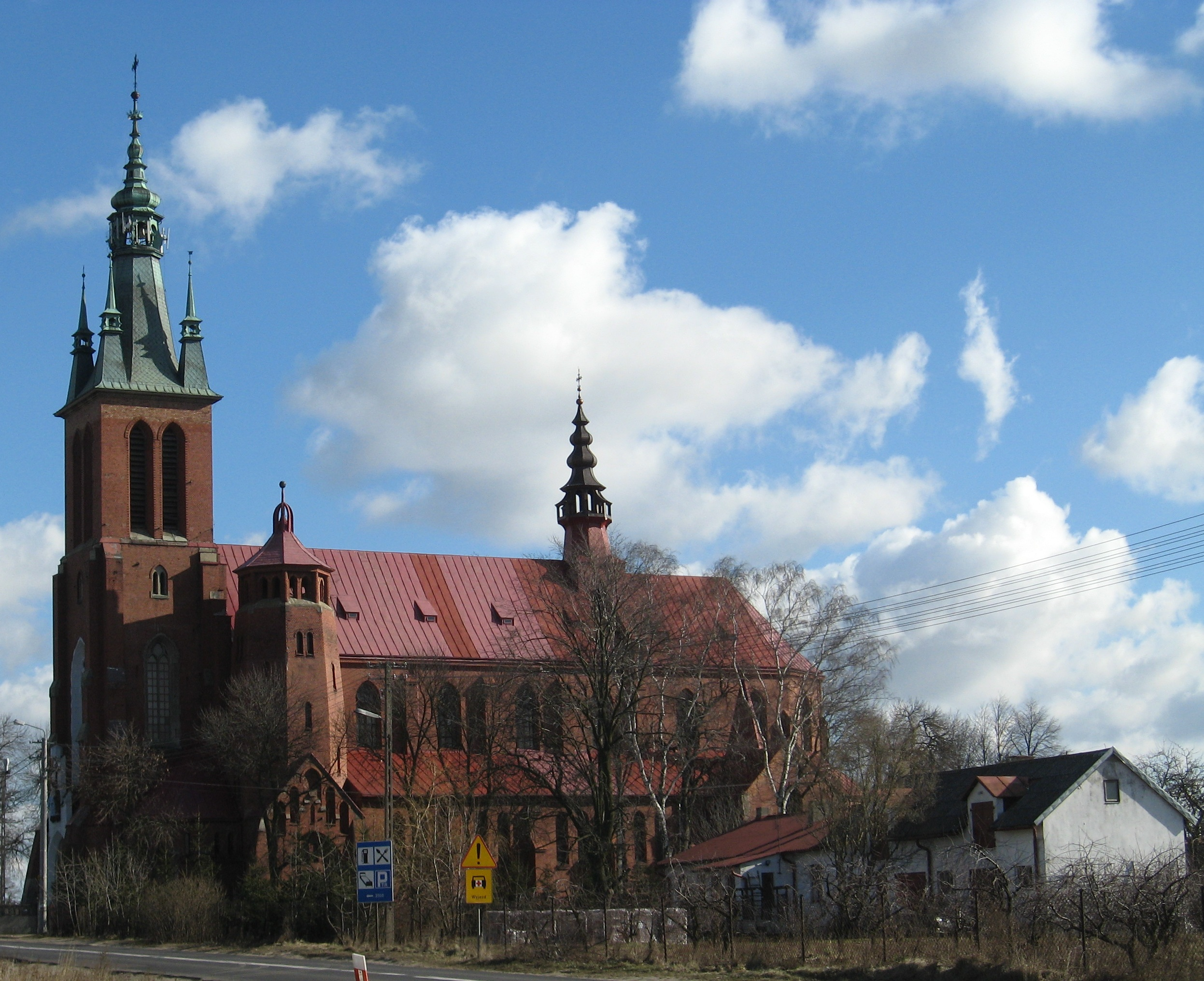
Eglise